# Луковская (Северная Осетия)
Лу́ковская (осет. Луковскæй) — станица в Моздокском районе Республики Северная Осетия — Алания. 
Административный центр Луковского сельского поселения.

## География
Станица Луковская расположена на левом берегу реки Терек, в центральной части Моздокского района. Находится у юго-западной окраины районного центра Моздока, в 92 км к север-западу от Владикавказа.
Граничит с землями населённых пунктов: Советский на западе, Луковский на северо-западе и Моздок на востоке. На противоположном берегу реки расположено село — Киевское.
Станица находится на Кабардинской равнине в степной зоне республики. Рельеф местности преимущественно волнистый равнинный, со слабыми колебаниями высот. Вдоль долины реки Терек тянутся бугристые возвышенности. Средние высоты на территории муниципального образования составляют около 134 метров над уровнем моря. Долина реки Терек заняты густыми приречными лесами, затрудняющие подход к реке. Однако в районе станицы большая часть леса вырублена.
Гидрографическая сеть представлена в основном рекой Терек. Местность обеспечена водными ресурсами.
Климат влажный умеренный. Среднегодовая температура воздуха составляет +10,7°С. Температура воздуха в среднем колеблется от +23,5°С в июле, до -2,5°С в январе. Среднегодовое количество осадков составляет около 540 мм. Основное количество осадков выпадает в период с мая по июль. В конце лета часты суховеи, дующие территории Прикаспийской низменности.

## Этимология
Версий о происхождении названия станицы существует несколько. Одни утверждают, что название станицы связано с течением реки Терек: в прошлом он своей извилиной делал около станицы «луку». Согласно другой версии название принесли с собой переселенцы из станицы Луковская нынешней Волгоградской области.
По иной версии, станица получила своё название в честь апостола Луки.

## История
Станица основана согласно указу императрицы Екатерины II от 22 января 1770 года. Летом 1770 года началось переселение волжских казаков на Северный Кавказ для усиления Терской казачьей линии. Тогда же с Дона переселили в каждую новую станицу по 50 семей артиллеристов.
В 1848 году в Луковскую переселили из Харьковской губернии 50 малороссийских семей. В 1868 году к станице присоединили упразднённую станицу Горскую, которая насчитывала 150 семей, в основном крещёных осетин и отчасти кабардинцев. Со временем казаки-горцы расселились по всей Луковской степи, основав четыре больших хутора по 20-50 дворов и несколько небольших — по 2-3 двора.
Как и для всех казаков, основной обязанностью луковчан была военная служба. Вместе с казаками станиц Курской и Стодеревской луковские станичники служили в 4-й сотне Горско-Моздокского полка Терского казачьего войска.
Долгое время в Луковской не имелось своей школы, казаки отправляли своих детей учиться в Моздок. Одноклассное станичное училище начало функционировать только 8 января 1862 года. В 1867 году в училище обучались 23 мальчика, а в 1895 году – 75 мальчиков и 21 девочка. Кроме обычных предметов учащиеся изучали навыки садоводства. 8 ноября 1877 года состоялось торжественное освящение новой станичной Михаила-Архангела церкви.
Через Луковскую дважды проезжали Российские императоры — Александр II в 1871 году и Александр III в 1888 году.
В годы Первой мировой войны на защиту Отечества встали более 30 офицеров и 200 казаков. Революция и Гражданская война принесли горе в каждую казачью семью. В 1918 году Луковская стала базой антисоветских сил, воевавших с большевистским Моздоком. Большая часть станичников, офицеров и казаков впоследствии служили в Добровольческой армии, и многие из них погибли. В 1930-х многие казаки были раскулачены и репрессированы.
В годы Великой Отечественной войны сотни станичников не вернулись с полей сражений. С августа 1942 по январь 1943 года Луковская была оккупирована.
В 1944 году вместе с городом Моздок и его окрестностями, станица была передана в состав Северо-Осетинской АССР.
Ныне город слился с западными районами города Моздок. Граница между городом и станицей проходит между улицами Пригородная (Луковская) и Близнюка (Моздок).

## Население
| 1829 | 1970  | 1979  | 2002  | 2010  | 2021  |
| ---- | ----- | ----- | ----- | ----- | ----- |
| 614  | ↗4693 | ↗5130 | ↗5206 | ↗5222 | ↗6398 |

Национальный состав
По данным Всероссийской переписи населения 2010 года:
| Народ      | Численность, чел. | Доля от всего населения, % |
| ---------- | ----------------- | -------------------------- |
| русские    | 3 570             | 68,4 %                     |
| кумыки     | 266               | 5,1 %                      |
| цыгане     | 236               | 4,5 %                      |
| осетины    | 218               | 4,2 %                      |
| корейцы    | 215               | 4,1 %                      |
| армяне     | 201               | 3,8 %                      |
| кабардинцы | 84                | 1,6 %                      |
| чеченцы    | 75                | 1,4 %                      |
| украинцы   | 53                | 1,0 %                      |
| другие     | 304               | 5,8 %                      |
| всего      | 5 222             | 100 %                      |

По данным Всероссийской переписи населения 2021 года:
| Народ                | Численность, чел. | Доля от всего населения, % |
| -------------------- | ----------------- | -------------------------- |
| русские              | 4 327             | 67,63 %                    |
| цыгане               | 477               | 7,46 %                     |
| кумыки               | 415               | 6,49 %                     |
| осетины              | 261               | 4,08 %                     |
| армяне               | 225               | 3,52 %                     |
| корейцы              | 216               | 3,38 %                     |
| чеченцы              | 129               | 2,02 %                     |
| кабардинцы (черкесы) | 97                | 1,52 %                     |
| другие               | 251               | 3,92 %                     |
| всего                | 6 398             | 100 %                      |

## Образование
- Средняя общеобразовательная школа — ул. Усанова, 35.
- Дошкольное учреждение Детский Сад № 16 — ул. Усанова, 45.
- Детская школа искусств.

## Здравоохранение
- Участковая больница — ул. Прогонная, 50.

## Русская Православная церковь
В станице расположен православный Приход церкви архистратига божия Михаила. Также в станице ведется строительство православного храма, который возводится по инициативе местных жителей.

## Улицы
| Будённого     |
| Водопроводная |
| Вокзальная    |
| Ермолова      |
| Кабардинская  |
| Казачья       |
| Калинина      |
| Кизлярская    |
| Красная       |
| Краюшкина     |

| Крупская       |
| Леонида Белого |
| Лесная         |
| Майского       |
| Марковой       |
| Моздокская     |
| Надтеречная    |
| Новая          |
| Омельченко     |

| Петричева   |
| Полевая     |
| Пригородная |
| Прогонная   |
| Садовая     |
| Степная     |
| Тихонова    |
| Усанова     |
| Щорса       |

## Известные уроженцы
- Гайдамака, Дмитрий Абрамович (1864—1936) — украинский актёр и режиссёр.